# Statsforfatningsret
 Denne artikel omhandler overvejende eller alene danske forhold. Hjælp gerne med at gøre artiklen mere almen.
Statsforfatningsret (også kaldet forfatningsret eller statsret eller grundlovsjura eller forfatningsjura) er den juridiske disciplin, der studerer en stats gældende forfatning, grundlov eller konstitution. De tre begreber "forfatning" og "grundlov" og "konstitution" er synonymer.

## Grundloven er Danmarks forfatning
Folketingets hjemmeside betegner Grundloven som Danmarks forfatning; for Grundloven indeholder samfundets grundlæggende regler, og Grundloven rangerer over de andre danske love. Det indebærer bl.a., at en lov, der strider mod Grundloven, ikke er gyldig. Der findes dog også den opfattelse, at Grundloven blot udgør "en central del" af Danmarks forfatning. For ”hjørnestenen i Danmarks forfatning er Danmarks Rige Grundlov af 5. juni 1953”. Endelig er der det synspunkt, at Danmarks forfatning er indeholdt i Grundloven.
Den trykte udgave af Den Store Danske skriver om forfatning
Den trykte udgave af Den Store Danske Encyklopædi definerer forfatning som "udtryk for den institutionelle opbygning og opgavefordeling, der skaber sammenhæng mellem en stats myndigheder indbyrdes og mellem myndigheder og befolkning. Et lands forfatning er oftest nedskrevet i en forfatningstekst, en grundlov. En grundlov tilvejebringes og ændres som regel ved, at en særlig fremgangsmåde følges, der er mere kompliceret og kræver en bredere tilslutning end ved almindelige loves tilblivelse. Mens alle stater har en forfatning, er det muligt for en stat at fungere uden en grundlov; det gælder fx Storbritannien."

## Den juridiske disciplins navn
Juristister er uenige om disciplinens navn: Der bliver undervist i faget "forfatningsret" på jura-uddannelsen på Københavns Universitet og Syddansk Universitet. Mens faget lyder navnet "statsforfatningsret" på de to jyske universiteter, Aarhus Universitet og Aalborg Universitet. Se også listen over litteratur (nedenfor).
Den trykte udgave af Den Store Danske skriver om statsret
Statsret omfatter de "regler og normer, der regulerer statslige myndigheders opbygning og opgaver samt borgernes frihedsrettigheder, der efter international inspiration nu ofte betegnes menneskerettigheder. Statsret omfatter som regel det samme som forfatningsret."

### Grundlovsjura
En meget sjælden betegnelse for statsforfatningsret er grundlovsjura. Men betegnelsen grundlovsjura er meget sigende, for denne betegnelse viser, at den juridiske disciplin især handler om Grundloven og grundlovsfortolkning. Nedenfor er der en oversigt over flere andre relevante retskilder.

## Den juridiske disciplins indhold
Forfatningen indeholder oftest de grundlæggende kompetencefordelinger mellem de forskellige statsorganer; foruden forskellige friheder og rettigheder for statens borgere.
I Danmark omhandler en central del af statsforfatningsret altså juridiske studier af Grundloven og fortolkning af Grundloven; som kan betegnes grundlovsfortolkning. Hertil kommer relevant retspraksis (præcedens), der især består af sager, som Højesteret og/eller den Europæiske Menneskerettighedsdomstol (EMD) har afgjort.

### Den trykte udgave afDen Store Danskeskriver om forfatningsret
Den trykte udgave af Den Store Danske Encyklopædi definerer forfatningsret som det “sæt af regler og normer, der regulerer en stats forfatning. Betegnelsen forfatningsret benyttes også om den videnskabelige disciplin, som behandler forfatningsretten og beskæftiger sig med såvel myndighedernes opbygning og opgaver som forholdet til statens indbyggere; herunder navnlig de forfatningsretligt beskyttede frihedsrettigheder og andre grundlæggende rettigheder, som sammenfattende benævnes menneskerettigheder.”

## Forfatningsretlige institutioner
Forfatningsretten er grundlæggende politikkens ret. Det er læren om forfatningen som begreb og dens konsekvenser for samfundet, samt de regler som danner rammerne for staten, som institution og deres rækkevidde, som vi kender dem i dag. Forholdet mellem parlamentet (Folketinget), regeringen og statsoverhovedet (Kongen), samt statens forhold til sine borgere, primært på menneskerettighedsområdet.
Den vigtigste retskilde i den danske forfatningsret er Grundloven, da denne konstituerer staten, og en stor del af forfatningsretten omhandler netop grundlovstolkning. I de senere år, særligt efter 2. verdenskrig, har Danmark øget sit internationale samarbejde. Dette har på nogle områder, særligt vedrørende EU-samarbejdet medført, at forfatningsret er udvidet på visse områder, med internationale retskilder, som fx Den Europæiske Menneskerettighedskonvention (EMRK). EMRK er siden 1992 fuldt inkorporeret i dansk lov og supplerer Grundlovens bestemmelser om frihedsrettigheder. Men Grundloven står over EMRK og inkorporeringsloven i den retlige trinfølge.

## Oversigt over de vigtigste retskilder i statsforfatningsret
|                                 | Love som fastsætter rettigheder                                                                                            | Relevant retspraksis som bl.a. fortolker en lovbestemmelse     |
| Dansk ret                       | Grundloven (forkortet GRL) og især dens frihedsrettigheder i kapitel 8                                                     | Domme afsagt af Højesteret (H)                                 |
| International ret (Europarådet) | Den Europæiske Menneskerettighedskonvention (EMRK) via inkorporeringsloven. Der findes flere tilllægsprotokoller til EMRK. | Domme afsagt af den Europæiske Menneskerettighedsdomstol (EMD) |

Andre love
Af andre statsforfatningsretlige love foruden GRL (1953) og EMRK samt inkorporeringsloven (oprindeligt 1992) kan bl.a. nævnes:
- Kongeloven[48] (1665), hvis art. 21 og art. 25 stadigt gælder.[49]
- Lov om Regjeringens Førelse i Tilfælde af Kongens Umyndighed, Sygdom eller Fraværelse[50] (1871)
- Tronfølgeloven[51] (2009)
- Folketingets Forretningsorden[52]
- Ministeransvarlighedsloven[53] (1964)
- Lov om Det udenrigspolitiske Nævn[54] (1954)
- Folketingsvalgloven[55]
- Lovtidendeloven[56]
- Lov om fremgangsmåden ved ekspropriation vedrørende fast ejendom[57]

Desuden findes der Forarbejder til 1953-grundlovens bestemmelser. Hertil kommer Den Europæiske Unions charter om grundlæggende rettigheder.
Retspraksis
Angående relevant retspraksis kan det diskuteres, om EMD's retspraksis reelt bør opfattes som rangerende over H's retspraksis. For efter EMD's dom i Jersild-sagen (1994) har H i sine efterfølgende domme fulgt EMD's retspraksis i Jersild-sagen, så en journalist og en chefredaktør er blevet frifundet; ligesom EMD frifandt Jersild med henvisning til den særlige beskyttelse af ytrings- og informationsfrihed, som EMRK artikel 10 giver medierne og dermed også en journalist.
Øvrige retskilder
Foruden relevante love og retspraksis omfatter retskilderne også flere retsgrundsætninger og flere retssædvaner; herunder findes en retssædvane om Folketingets Finansudvalgs kompetence til at tildele bevilling.
Den omtalte retssædvane gælder på grundlovsniveau. Der findes også en retsgrundsætning, legalitetsprincippet, der gælder på grundlovsniveau.
Mens de fleste retsgrundsætninger gælder på lovs niveau i den retlige trinfølge; for de fleste retsgrundsætninger er udledt af retspraksis.
Ophørt retskilde
Indtil d. 23. juni 2023 hørte flagbekendtgørelsen af 10. april 1915 til de statsforfatningsretlige retskilder. Men siden d. 24. juni 2023 er flagbekendtgørelsen ophørt.

## To bemærkelsesværdige eksempler på statsretlige sager (retspraksis)
Højesteret fandt Tvindloven grundlovsstridig
Med dommen i Tvind-sagen, U.1999.841 H, anvendte Højesteret grundlovsfortolkning, da Højesteret fandt en bestemmelse i Tvindloven grundlovsstridig; som stridende mod Grundlovens § 3, 3. punktum.
Højesteret opløste (forbød) gruppen LTF efter Grundlovens § 78, stk. 2
Københavns Byret har ved dom opløst Loyal to Familia (LTF) efter GRL § 78, stk. 2. Østre Landsret og senere Højesteret stadfæstede byrets dom. Højesteret fandt, at LTF virker ved vold, U.2021.4999 H. Med opløsningen er LTF en ulovlig forening.

## Grundlovsfortolkning
Til grundlovsfortolkende momenter hører: Bestemmelsens ordlyd og formål samt Grundlovens forarbejder, foruden såvel lovgivningsmagtens praksis som domstoles retspraksis.

### Grundlovsfortolkende værker
Siderne 15 og 410-411 i bogen Dansk Statsret, 3. udgave (se nedenfor på denne oversigt) nævner disse bøger:
- Poul (Alfred) Andersen (1964): Dansk Statsforfatningsret. Andet oplag. Gyldendal (Bogens første oplag blev udgivet i 1954; men bogen følger den retskrivning, som blev afskaffet i 1948.[91])
- Max Sørensen (1973): Statsforfatningsret. 2. udgave, ved Peter Germer. 6. oplag. Jurist- og Økonomforbundets Forlag
- Alf Ross (1980): Dansk statsforfatningsret. 3. gennemarbejdede udgave, ved Ole Espersen. Nyt Nordisk Forlag. ISBN 87-17-02631-8
- Henrik Zahle (1995): Dansk forfatningsret, består af 3 bind, Christian Ejlers' Forlag. ISBN 87-7241-759-5
- Peter Germer (2012): Statsforfatningsret. Jurist- og Økonomforbundets Forlag. ISBN 978-87-5742-265-8
- Jens Peter Christensen m.fl. (2020): Dansk statsret. 3. udgave. Jurist- og Økonomforbundets Forlag. ISBN 978-87-574-4287-8
- Jens Elo Rytter (2021): Individets grundlæggende rettigheder. 4. udgave. Karnov Group. ISBN 978-87-6194-238-8

De grundlovsfortolkende værker præciserer grundlovsbestemmelser. For at uddybe og præcisere Grundlovens bestemmelser er det nødvendigt at læse grundlovsfortolkende værker, fordi der findes kun få præciserende domme om statsretlige emner. Domme er ellers retsafklarende og kan endda være retsskabende. Dette udsagn finder støtte i Grundloven § 3 om magtens tredeling. I mangel af domme tydeliggør de grundlovsfortolkende værker bestemmelserne i Grundloven.

### Kommenteret udgave af Grundloven
- Henrik Zahle (2006): Danmarks Riges Grundlov med kommentarer. 2. udgave. Jurist- og Økonomforbundets Forlag. ISBN 87-574-1156-5
- Jens Peter Christensen m.fl. (2015): Grundloven med kommentarer. Jurist- og Økonomforbundets Forlag. ISBN 978-87-574-3089-9